# 双摆

将一根单摆连接在另一根的尾部，即为双摆。

双摆是将一根单摆连接在另一个单摆的尾部所构成的系统。双摆同时拥有着简单的构造和复杂的行为。高能量双摆的摆动轨迹表现出对于初始状态的极端敏感。两个初始状态差异极小的双摆在一段时间的运行后表现非常不同，是一种具有混沌性质的简单动力系统。

## 分析以及詮釋
可以考慮許多不同種類的双摆：二個擺的長度及重量可能相同，也可能不同。二個擺可能都是單擺，也有可能是複擺（compound pendulum），其運動可能限制在二維空間，也可以在三維空間內進行。在以下的分析中，二個擺的擺長l及質量都相同m，運動限制在二維空間內。

双摆

双摆的運動，依運動方程進行數值積分所得

双摆的軌跡

複擺的質量假設是延著其長度均勻分佈，則其複擺的質心是在中點，複擺的臂對中點的轉動慣量為I = 1/12ml2。
比較方便定義系統位形空间的方式是用複擺臂和垂直線之間的夾角為廣義座標。角度名稱為θ1及θ2。二桿質心的位置可以用二個座標表示。若笛卡尔坐标系的原點是在第一個擺（最上方擺）的固定點，則其第一個擺的質心在：
{\displaystyle {\begin{aligned}x_{1}&={\frac {l}{2}}\sin \theta _{1}\\y_{1}&=-{\frac {l}{2}}\cos \theta _{1}\end{aligned}}}
第二個擺的質心在：
{\displaystyle {\begin{aligned}x_{2}&=l\left(\sin \theta _{1}+{\tfrac {1}{2}}\sin \theta _{2}\right)\\y_{2}&=-l\left(\cos \theta _{1}+{\tfrac {1}{2}}\cos \theta _{2}\right)\end{aligned}}}
上述資訊已經可以建立拉格朗日量（Lagrangian）。

### 拉格朗日力學
双摆系統的拉格朗日量為
{\displaystyle {\begin{aligned}L&={\text{kinetic energy}}-{\text{potential energy}}\\&={\tfrac {1}{2}}m\left(v_{1}^{2}+v_{2}^{2}\right)+{\tfrac {1}{2}}I\left({{\dot {\theta }}_{1}}^{2}+{{\dot {\theta }}_{2}}^{2}\right)-mg\left(y_{1}+y_{2}\right)\\&={\tfrac {1}{2}}m\left({{\dot {x}}_{1}}^{2}+{{\dot {y}}_{1}}^{2}+{{\dot {x}}_{2}}^{2}+{{\dot {y}}_{2}}^{2}\right)+{\tfrac {1}{2}}I\left({{\dot {\theta }}_{1}}^{2}+{{\dot {\theta }}_{2}}^{2}\right)-mg\left(y_{1}+y_{2}\right)\end{aligned}}}
第一項是質心的平移动能，第二項是擺延著質心旋轉的轉動動能，最後一項是双摆在均勻重心場下的势能。其點標示表示變數的时间导数。
將以上的座標代入，重組後可得
{\displaystyle L={\tfrac {1}{6}}ml^{2}\left({{\dot {\theta }}_{2}}^{2}+4{{\dot {\theta }}_{1}}^{2}+3{{\dot {\theta }}_{1}}{{\dot {\theta }}_{2}}\cos(\theta _{1}-\theta _{2})\right)+{\tfrac {1}{2}}mgl\left(3\cos \theta _{1}+\cos \theta _{2}\right).}
這裡只有一個守恆量（能量），沒有守恆的動量，二個廣義的動量可以表示為
{\displaystyle {\begin{aligned}p_{\theta _{1}}&={\frac {\partial L}{\partial {{\dot {\theta }}_{1}}}}={\tfrac {1}{6}}ml^{2}\left(8{{\dot {\theta }}_{1}}+3{{\dot {\theta }}_{2}}\cos(\theta _{1}-\theta _{2})\right)\\p_{\theta _{2}}&={\frac {\partial L}{\partial {{\dot {\theta }}_{2}}}}={\tfrac {1}{6}}ml^{2}\left(2{{\dot {\theta }}_{2}}+3{{\dot {\theta }}_{1}}\cos(\theta _{1}-\theta _{2})\right).\end{aligned}}}
上式可以求得
{\displaystyle {\begin{aligned}{{\dot {\theta }}_{1}}&={\frac {6}{ml^{2}}}{\frac {2p_{\theta _{1}}-3\cos(\theta _{1}-\theta _{2})p_{\theta _{2}}}{16-9\cos ^{2}(\theta _{1}-\theta _{2})}}\\{{\dot {\theta }}_{2}}&={\frac {6}{ml^{2}}}{\frac {8p_{\theta _{2}}-3\cos(\theta _{1}-\theta _{2})p_{\theta _{1}}}{16-9\cos ^{2}(\theta _{1}-\theta _{2})}}.\end{aligned}}}
運動方程式為
{\displaystyle {\begin{aligned}{{\dot {p}}_{\theta _{1}}}&={\frac {\partial L}{\partial \theta _{1}}}=-{\tfrac {1}{2}}ml^{2}\left({{\dot {\theta }}_{1}}{{\dot {\theta }}_{2}}\sin(\theta _{1}-\theta _{2})+3{\frac {g}{l}}\sin \theta _{1}\right)\\{{\dot {p}}_{\theta _{2}}}&={\frac {\partial L}{\partial \theta _{2}}}=-{\tfrac {1}{2}}ml^{2}\left(-{{\dot {\theta }}_{1}}{{\dot {\theta }}_{2}}\sin(\theta _{1}-\theta _{2})+{\frac {g}{l}}\sin \theta _{2}\right).\end{aligned}}}
最後四個方程是有系統目前狀態時，系統隨時間演進的顯式方程。不太可能再進一步求得方程的積分解析解，得到θ1和θ2時間顯函數的解。不過利用龙格－库塔法或其他數值方式，可以進行數值積分來求解。

複擺模擬示意圖。

## 混沌運動

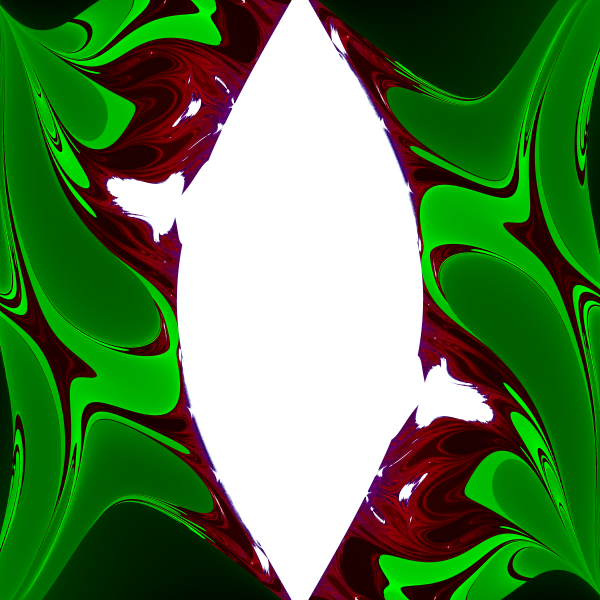
双摆不同初始條件下，翻倒時間的圖

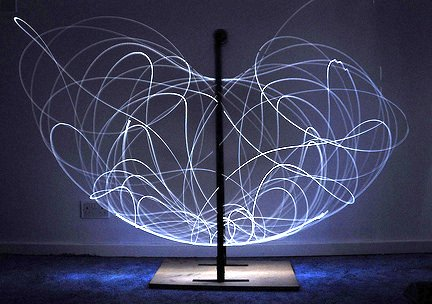
延时摄影拍摄的双摆轨迹

双摆的運動是混沌運動，且對初始條件非常敏感。右圖是雙擺在不同初始條件下，是否會翻倒（成為倒擺）的圖。其θ1初始值的範圍是在x方向的−3到3，而θ2初始值的範圍是在y方向的−3到3。點的顏色說明擺在以下時間內會翻倒：
- 10√l⁄g（綠色）
- 100√l⁄g（紅色）
- 1000√l⁄g（紫色）
- 10000√l⁄g（蓝色）

三個初始位置幾乎相同的双摆，一段時間後軌跡的發散，表示系統的混沌特性

若在10000√l⁄g時間後，仍然不會翻倒，其顏色為白色。
中心白色區域的邊界可以依能量守恆推得，為以下的曲線：
{\displaystyle 3\cos \theta _{1}+\cos \theta _{2}=2.}
因此若
{\displaystyle 3\cos \theta _{1}+\cos \theta _{2}>2,}
以能量的關係，双摆不可能翻倒。在此區域外，以能量來說，双摆有可能翻倒，但是否會翻倒本身是很複雜的問題。若雙擺的末端是點質量，不是質量均勻分佈的桿子，情形類似。
雙擺沒有自然共振頻率，因此可用在大樓抗震設計的雙擺系統中，大樓本身是主要的倒擺，而上面又有一個質量，形成倒雙擺。

## 相关條目
- 单摆
- 倒雙擺
- 布萊克本擺（英语：Blackburn pendulum）